# Râul După Fântână
Râul După Fântână este un curs de apă, afluent al Pârâului Țigăncilor. 